# سلطان اللغيصم
سلطان جدعان عواد مذود اللغيصم الشمري (1967 -) نائب سابق في مجلس الأمة الكويتي 2013.
خاض انتخابات مجلس الامة الكويتي 2020 وحصل على المركز الـ 17 بعدد اصوات 2821 ولم ينجح .

## سيرته
ولد سلطان اللغيصم في الكويت، وهو من مواليد 1967 وحاصل على دبلوم في العلوم العسكرية وعمل سابقًا ضابط في وزارة الدفاع، شارك بانتخابات مجلس الامة الكويتي عام 2013 عن الدائرة الرابعة وحصل علي المركز الأول بـ2901 صوت وفاز بالانتخابات. وشارك في انتخابات مجلس الأمة الكويتي 2016 عن الدائرة الرابعة وحصل على المركز 12 بـ2674 صوت وخسر الانتخابات.

## قضية فرعية قبيلة شمر
شارك بتشاورية قبيلة شمر في 2020 وحصل على المركز الأول بعد حصوله على 762 صوت، بينما حصل مُنافسه مرزوق الخليفة على 732 صوت. بعد إعلان النتائج، طعن مرزوق الخليفة بنتائج التشاورية بسبب وجود تلاعب في الأصوات، ورفضت اللجنة النظر في الطعن، ثُم أعلن مرزوق الخليفة بأنهُ سيخوض انتخابات مجلس الأمة الكويتي 2020 وذلك بسبب عدم حيادية اللجنة بالنظر في الطعن.
اعترف سلطان اللغيصم أمام محكمة الاستئناف بأنهُ شارك في الانتخابات الفرعية المُجرمة قانونًا، وقد قضت محكمة الجنايات والاستئناف بحبس جميع المشاركين في الفرعية سنتين مع النفاذ.

## مواقفه في مجلس الأمة
| الكتل                                          | قبلي، مستقل |
| طرح الثقة بالوزير محمد العبد الله (2013)       | غير موافق   |
| شطب استجواب جابر المبارك (2014)                | موافق       |
| قانون الشراكة بين القطاعين العام والخاص (2014) | غير موافق   |
| قانون البصمة الوراثية (2015)                   | غير موجود   |
| قانون المسيء (2016)                            | موافق       |